# Tinseltown Rebellion
Tinseltown Rebellion är ett musikalbum av Frank Zappa från 1981.
Öppningspåret, "Fine Girl", är en studioinspelning och det andra spåret, "Easy Meat", är en liveinspelning med vissa delar pålagda i studio. Resten av albumet består helt och hållet av liveinspelningar, av både gamla och nya låtar, från turnéer under 1979 och 1980.
Det är det första albumet med gitarristen Steve Vai, som var medlem i Zappas turné- och inspelningsband under början av 1980-talet.

## Låtlista
1. "Fine Girl" – 3:31
2. "Easy Meat" – 9:19
3. "For the Young Sophisticate" – 2:48
4. "Love of My Life" – 2:15
5. "I Ain't Got No Heart" – 1:59
6. "Panty Rap" – 4:35
7. "Tell Me You Love Me" – 2:07
8. "Now You See It- Now You Don't" – 4:54
9. "Dance Contest" – 2:58
10. "The Blue Light" – 5:27
11. "Tinseltown Rebellion" – 4:35
12. "Pick Me, I'm Clean" – 5:07
13. "Bamboozled by Love" – 5:46
14. "Brown Shoes Don't Make It" – 7:14
15. "Peaches III" – 5:01